# Andy Symonds
Pour les articles homonymes, voir Symonds.
Andrew « Andy » Symonds, né le 28 avril 1981, est un ingénieur et sportif britannique, spécialiste de trail et course en montagne.

## Biographie
Fils du coureur de fell running Hugh, il grandit à Sedbergh où ses parents emménagent après sa naissance. Il y découvre les montagnes et la course à pied avec son frère Joe.

## Palmarès
Symonds a remporté depuis 2006 de nombreuses épreuves de fell race, cross-country, course en montagne et skyrunning, principalement en Écosse, Angleterre, Nouvelle-Zélande et France. Il a remporté notamment en 2016 le lavaredo ultra trail, en 2013 le Snow Trail Ubaye Salomon, en 2012 le trail du Ventoux, de la Sainte-Victoire, l'Ardéchois ; en 2011 Les Templiers.
Il réalise également deux top 20 à l'Ultra-Trail du Mont-Blanc, 16e en 2017 et 5e en 2019.
| no  | masculin           | Course                            | Longueur | Départ            | Temps            |
| --- | ------------------ | --------------------------------- | -------- | ----------------- | ---------------- |
| 1re | Médaille d'or      | SkyMarathon Sentiero 4 Luglio     | 42 km    | 1er juillet 2007  | 4 h 15 min 11 s  |
| 3e  | Médaille de bronze | SkyMarathon Sentiero 4 Luglio     | 42 km    | 5 juillet 2009    | 4 h 30 min 6 s   |
| 2e  | Médaille d'argent  | Cavalls del Vent                  | 84 km    | 2 octobre 2010    | 9 h 23 min 34 s  |
| 1er | Médaille d'or      | Grand Trail des Templiers         | 72 km    | 23 octobre 2011   | 6 h 33 min 58 s  |
| 2e  | Médaille d'argent  | Transvulcania                     | 83 km    | 12 mai 2012       | 7 h 00 min 35 s  |
| 3e  | Médaille de bronze | Grand Trail des Templiers         | 72 km    | 28 octobre 2012   | 6 h 23 min 51 s  |
| 3e  | Médaille de bronze | 80km du Mont-Blanc                | 80 km    | 26 juin 2015      | 11 h 04 min 52 s |
| 1er | Médaille d'or      | Ultra Trail Atlas Toubkal         | 105 km   | 1er octobre 2015  | 13 h 41 min 37 s |
| 1er | Médaille d'or      | Lavaredo Ultra Trail              | 119 km   | 24 juin 2016      | 12 h 15 min 06 s |
| 4e  | Médaille de bronze | Monte Rosa SkyMarathon            | 35 km    | 23 juin 2018      | 5 h 18 min 57 s  |
| 3e  | Médaille de bronze | Hamperokken SkyRace               | 57 km    | 4 août 2018       | 7 h 32 min 54 s  |
| 5e  | 5e                 | Ultra-Trail du Mont-Blanc         | 171 km   | 30 aout 2019      | 22 h 35 min 15 s |
| 2e  | Médaille d'argent  | Montreux Trail Festival - MXTreme | 112 km   | 25 juillet 2020   | 14 h 43 min 44 s |
| 1re | Médaille d'or      | Matterhorn Ultraks Sky            | 49 km    | 21 août 2021      | 5 h 20 min 52 s  |
| 3e  | Médaille de bronze | Royal Ultra Sky Marathon          | 55 km    | 30 juillet 2023   | 7 h 38 min 36 s  |
| 1re | Médaille d'or      | Matterhorn Ultraks Sky            | 49 km    | 26 août 2023      | 5 h 24 min 58 s  |
| 1re | Médaille d'or      | Wildstrubel by UTMB               | 113 km   | 15 septembre 2023 | 12 h 51 min 27 s |